# Hanne Haugen Zylstra
Hanne Haugen Zylstra (* 29. Februar 1988 in Namsos als Hanne Haugen Aas) ist eine norwegische Volleyball- und Beachvolleyballspielerin.

## Karriere

### Halle
Aas spielte in ihrer Heimat für das 2009 gegründete Universitätsteam UiS Stavanger. Dort gewann sie zweimal in Folge die norwegische Meisterschaft. Außerdem siegte Stavanger 2011 im nationalen Pokalfinale gegen Oslo Volley. Nach diesen Erfolgen wurde Aas zur besten Spielerin des Landes gewählt. Tore Aleksandersen, der 2009/10 an der Universität Stavanger und anschließend den Bundesligisten Schweriner SC trainiert hatte, vermittelte die Mittelblockerin im Sommer 2011 zum amtierenden deutschen Meister. Aas spielt außerdem für die norwegische Nationalmannschaft. 2012 wurde Aas mit Schwerin Deutscher Meister. Danach wechselte sie in die Schweiz zu VC Kanti Schaffhausen. 2013 kehrte Aas für eine Saison zurück in die deutsche Bundesliga zum Köpenicker SC.

### Beach
Neben ihrer Karriere in der Halle absolvierte Zylstra auch einige internationale Turniere im Beachvolleyball. 2007 erreichte sie mit Eydis Dalen den 25. Platz bei den Kristiansand Open. Im gleichen Jahr spielte sie mit Elin Kristina Westerlund bei der Junioren-Weltmeisterschaft in Modena. Außerdem trat das Duo 2008 beim Grand Slam in Stavanger an. Bei den Mysłowice Open belegte Aas mit Janne Kongshavn ebenfalls Rang 41. Das gleiche Ergebnis gab es 2009 in Kristiansand mit Rita Eritsland. Nach mehrjähriger Pause spielte Zylstra 2015 mit Benedicte Maaseide und seit 2016 mit Janne Pedersen. Beim FIVB 1-Stern-Turnier 2018 in Bangkok erreichten Pedersen/Zylstra den fünften Platz.